# Liam T. Cosgrave
 (novembre 2018).
William Thomas Cosgrave (né le 30 avril 1956) est une personnalité politique irlandaise du Fine Gael. Il est Cathaoirleach (président) du Seanad Éireann (chambre haute du parlement) de 1996 à 1997 et sénateur de 1993 à 2002. Auparavant, il est Teachta Dála (député) de 1981 à 1987 pour la circonscription de Dún Laoghaire. 
Il est né dans une famille investi en politique ; il est le fils de Liam Cosgrave (Taoiseach) et le petit-fils de William T. Cosgrave le premier Président du Conseil exécutif de l'État libre d'Irlande.

### Sources
- (en) Cet article est partiellement ou en totalité issu de l’article de Wikipédia en anglais intitulé « Liam T. Cosgrave » (voir la liste des auteurs).